# Krzysztof Romański
Krzysztof Waldemar Romański (ur. 1947 we Wrocławiu zm. 11 lutego 2023 we Wrocławiu) – polski weterynarz, dr hab. nauk weterynaryjnych, profesor nadzwyczajny Katedry Biostruktury i Fizjologii Zwierząt Wydziału Medycyny Weterynaryjnej Uniwersytetu Przyrodniczego we Wrocławiu.

## Życiorys
Jest absolwentem Wydziału Medycyny Weterynaryjnej Akademii Rolniczej we Wrocławiu, 24 czerwca 1996 habilitował się na podstawie pracy zatytułowanej Współzależności pomiędzy aktywnością mioelektryczną żołądka, jelita cienkiego i pęcherzyka żółciowego u owcy oraz ich cholinergiczna kontrola. 2 września 2004 uzyskał tytuł profesora nauk weterynaryjnych.
Był profesorem nadzwyczajnym w Katedrze Biostruktury i Fizjologii Zwierząt na Wydziale Medycyny Weterynaryjnej Uniwersytetu Przyrodniczego we Wrocławiu.

## Wyróżnienia
- Nagrody Rektora macierzystej uczelni (kilkakrotnie)[1]
- Nagroda Polskiego Towarzystwa Nauk Weterynaryjnych[1]
- Nagroda Polskiego Towarzystwa Fizjologicznego[1]